# Bravona
La Bravona (in corso Bravona, in francese chiamato anche Bravone) è un piccolo fiume  che scorre in Corsica settentrionale. 

## Percorso
Nasce presso Pianello, prende la direzione est-sud-est. Dopo aver percorso 37 km, a una decina di chilometri a nord di Aleria sulla costa orientale dell'isola, sul territorio del comune di Linguizzetta.